# Biosférická rezervace Schaalsee
Biosférická rezervace Schaalsee je chráněné území nadnárodního významu zařazené do seznamu biosférických rezervací UNESCO. Nachází se na pomezí německých spolkových zemí Šlesvicko-Holštýnsko a Meklenbursko-Přední Pomořansko, na jehož hranici zaujímá plochu o celkové výměře 310 km². V evropském kontextu tak patří v rámci rezervací pod patronací UNESCO ke středně rozlehlým oblastem. Své jméno převzala podle jezera Schaalsee, které je se svou rozlohou 24 km² největší v celé lokalitě. Správní středisko rezervace se nachází v přilehlém městě Zarrentin am Schaalsee, kde žije asi 5 200 obyvatel. Před sjednocením Německa v roce 1990 se rezervace rozkládala na území dvou států – Spolkové republiky Německo a Německé demokratické republiky.

## Legislativa

### Geneze vyhlášení
Počátek ochrany celého území se datuje k roku 1958, kdy v meklenburské části rezervace vyhlásila správa NDR chráněnou krajinnou oblast. Ještě před sjednocením Německa v září 1990 stihla východoněmecká vláda zvýšit ochranu území vyhlášením přírodního parku, jehož rozloha se až do roku 2010 z původních 162 km² zvětšila téměř dvojnásobně. V roce 2000 jej do seznamu evropských biosférických rezervací zařadila také organizace UNESCO, o rok později se místní správa společně se s oblastním sdružením Schaalsee zapojily do místní Agendy 21 usilující o rozvoj iniciativ podporující udržitelný rozvoj. Přímo na území rezervace se nachází dalších 18 menších chráněných území, západně na území Šlesvicko-Holštýnska byl v těsném sousedství již roku 1961 vyhlášen přírodní park Lauenburská jezera.

### Zonace
Samotnou jádrovou zónu oblasti s největším stupněm ochrany tvoří relativně málo rozsáhlé území s rozlohou 19 km², které zahrnuje území jezera zanesené fytoplanktonem, bažiny a bohatě strukturované opadavé lesy. Přiléhající nárazníkovou zónu chránící jádrovou zónu před činností člověka zaujímá další čtvrtina oblasti. Zde se nachází ekologicky vysoce ceněná kulturní krajina. Největší část oblasti pokrývá přechodová zóna, ve které se naskýtají rozmanité možnosti pro uplatňování principů udržitelného rozvoje.

## Přírodní poměry
Na území biosférické rezervace se stejně jako na většině území střední Evropy rozkládá biom listnatých lesů mírného pásu. Typicky zde dochází ke střídání čtyř ročních období, kdy během podzimu opadávají listů většiny rostoucích stromů, což zajišťuje každoroční přísun nového humusu zdejší půdě. Rezervace se rozkládá relativně blízko pobřeží moře, které tak má na podnebí nezanedbatelný vliv. Teplotní rozdíly mezi letním a zimním obdobím tak nejsou tak vysoké jako ve vnitrozemských oblastech – průměrná teplota v přilehlém městě Zarrentin am Schaalsee činí 17,4 °C v červenci a – 0,3 °C v lednu. Roční úhrn srážek ve výši 642 mm pro téže město patří ve středoevropském kontextu k průměrným hodnotám.

### Důvody k ochraně
Jedna z šestnácti (stav v roce 2018) biosférických rezervací na území Německa byla zařazena mezi evropsky nejcennější přírodní lokality zejména kvůli své funkci významného ptačího biotopu při jejich migraci během střídání ročních období. Oblast zastupuje jedno z mála území na severu průmyslové země, kde ještě člověk nestačil narušit původní krajinný ráz a příroda se tak mohla po tisíce let vyvíjet nezávisle na něm. V rezervaci tak může probíhat vědecký výzkum zejména za účelem sledování změn klimatu či chování tažných ptáků.

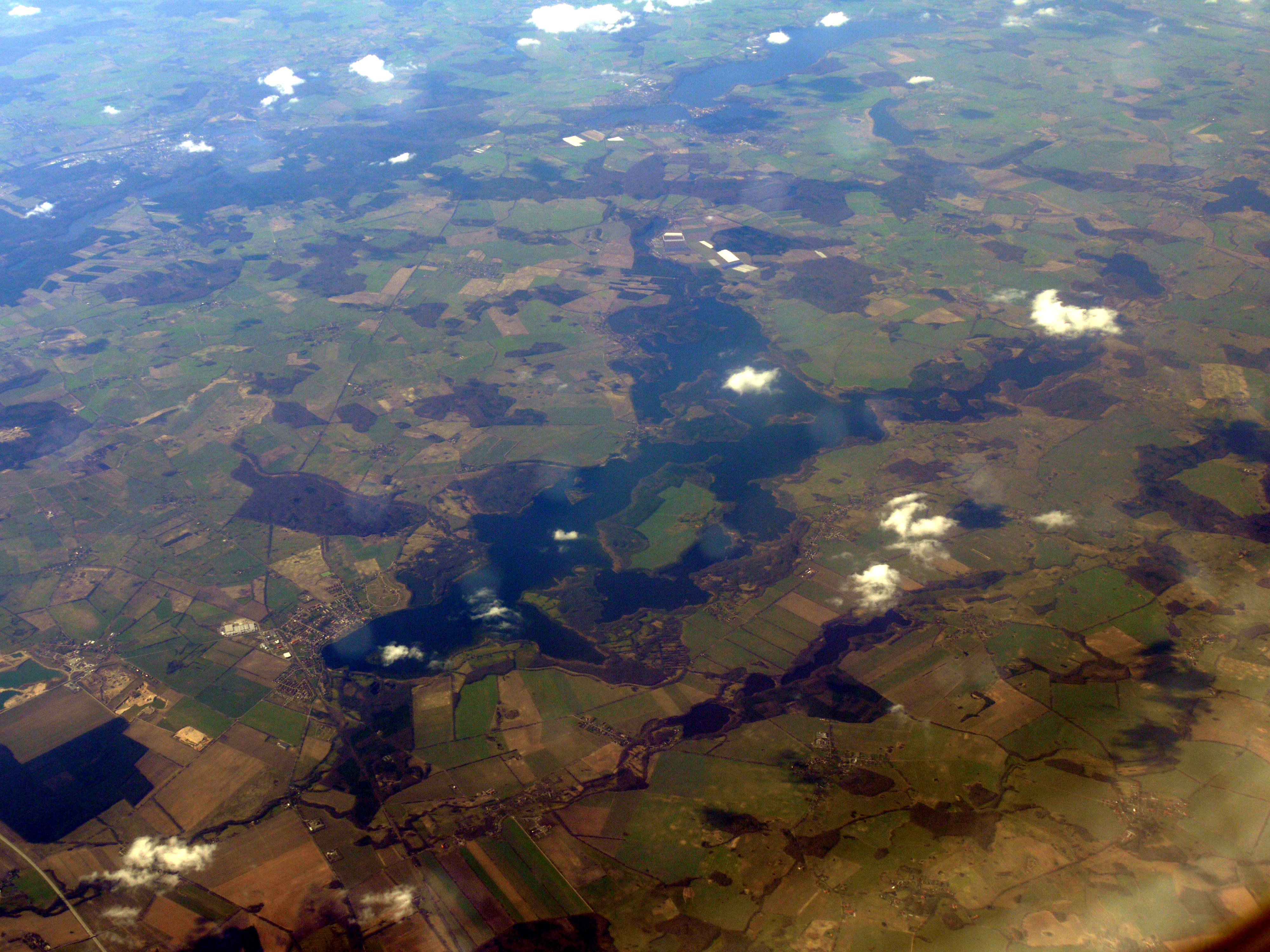
Letecký snímek na území rezervace

## Charakteristika reliéfu
Povrch rezervace je veskrze rovinatý, dosahuje nadmořské výšky od 33 do 67 metrů. Oblast nejvíce ovlivnily glaciální procesy, všechna jezera v oblasti vznikla na konci poslední doby ledové. Ledovec vyhloubil Schaalsee v nejnižších místech až do hloubky 72 metrů, jezero dominující celé oblasti je tak 11. nejhlubší v celém Německu.
Celá rezervace leží na Meklenburské jezerní plošině, na jejímž povrchu lze naleznout jako upomínku ledovcové činnosti morény – kamenné valy tvořené ze špatně vytříděného kamenného materiálu. Čelní morény zahrazují tamější jezera, spodní morény způsobují na některých místech mírné zvlnění povrchu. Vlivem tlaku ledovce na podloží se během svrchního pleistocénu na povrchu utvořily také kruhové či oválné vodní plochy zvané solly. V létě většinou vysychají, mnoho z nich již bylo také zničeno za účelem obhospodařování krajiny. Spodní morénu tvoří na celém území rezervace také souvky, tedy oválné kameny původně obroušené ledovcem. Krajinu v okolí jezer lze označit za praúdolí, kde se na konci glaciálu mísila voda z tajících ledovců s vodou z řek, mohutné vodní toky však neměly kvůli zahrazení kam odtékat. Řeka Labe, která odvodňuje celé území, tak byla nucena změnit své koryto a na sníženém údolí lze záznamy o této činnosti pozorovat dodnes.
Půdy v oblasti se řadí k fluvizemím a černicím, vlivem častých záplav zde tak lze hovořit o typickém azonálním členění. Podloží tvoří sedimentované horniny, především pískovec a křemen.

Logo biosférické rezervace

## Biota

### Fauna
Biosférickou rezervaci tvoří listnaté stromy typické pro zdejší biom. K typickým zástupcům stromů patří buk, dub či trnovník akát, v lužních lesích typických pro oblast Schaalsee také jasan či olše. Oblast je výjimečná druhovou rozmanitostí hydrofytů, které žijí až ve hloubce sedmi metrů. Mezi typické zástupce patří parožnatky, okrouhlíky, lekníny a rdesty. K nejvzácnějším rostlinám na území rezervace patří hlízovec Loeselův a prstnatec Fuchsův.

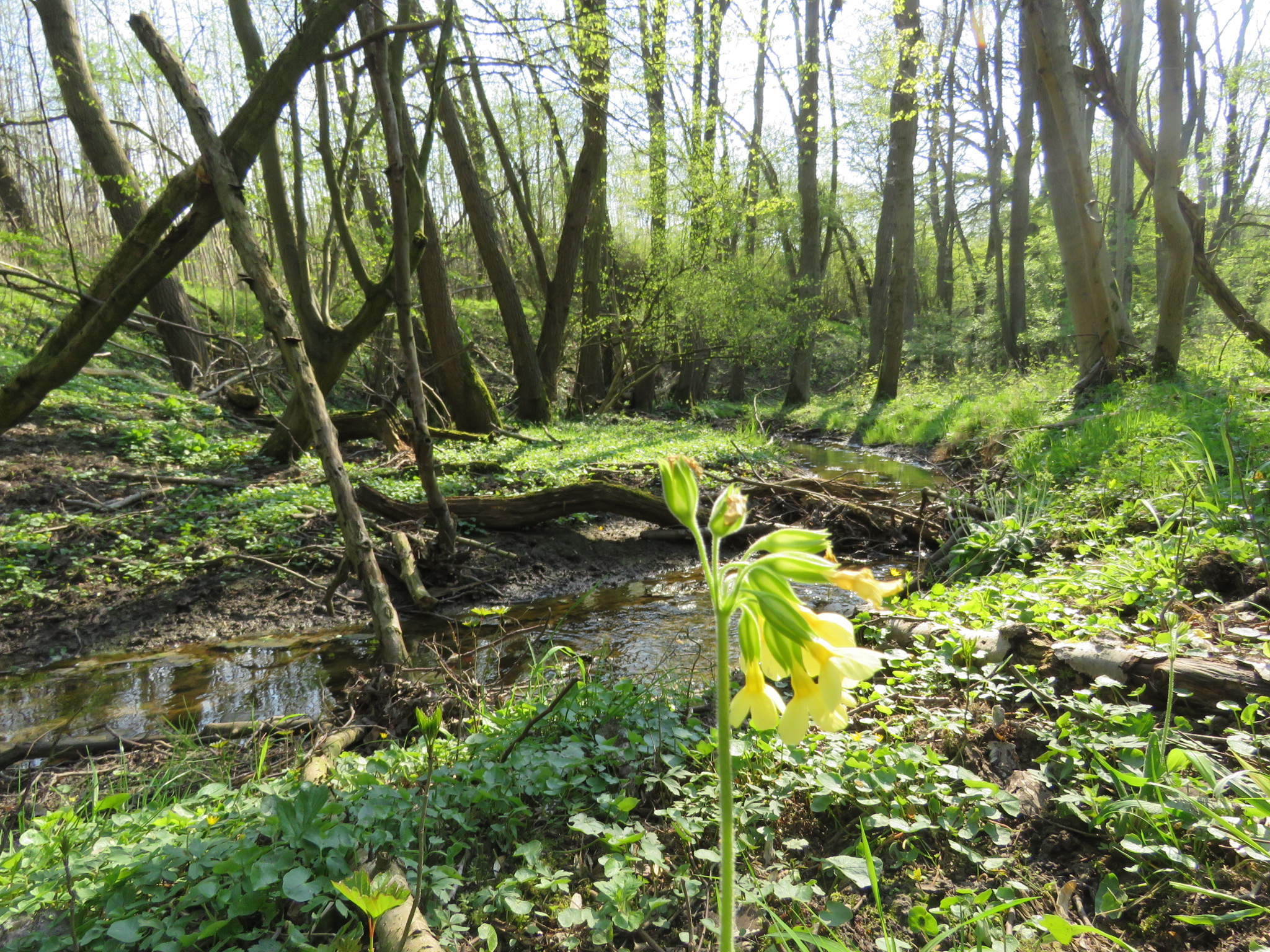
Lužní les v okolí Schaalsee

### Flóra
Avifaunu zastupují zejména orel mořský, rákosník, jeřáb či bukač. Na konci léta se zde však vyskytuje mnohem více ptáků, stávající populaci totiž rozšíří migrující husy, potápky nebo kachny. Žije zde však také pestrá skupina bezobratlých, z nichž si největší pozornost zasluhuje několik ohrožených druhů nočních motýlů. V rezervaci se vyskytují netopýři, z dalších savců také téměř ohrožené vydry říční.

## Zajímavosti
V minulosti se jezero s přilehlým okolím nacházelo na území dvou státních celků, pobřeží jezera na východoněmecké straně hranice proto bylo v dobách rozděleného Německa přísně střeženo, což paradoxně ochránilo celé území před činností člověka. Jezero se po spojení obou států tak stalo pomyslným symbolem německé jednoty, která se projevuje také péčí o domovské přírodní bohatství.